# Daux
 Daux  là một xã thuộc tỉnh Haute-Garonne trong vùng Occitanie ở tây nam nước Pháp. Xã nằm ở khu vực có độ cao trung bình 176 mét trên mực nước biển.

## di tích

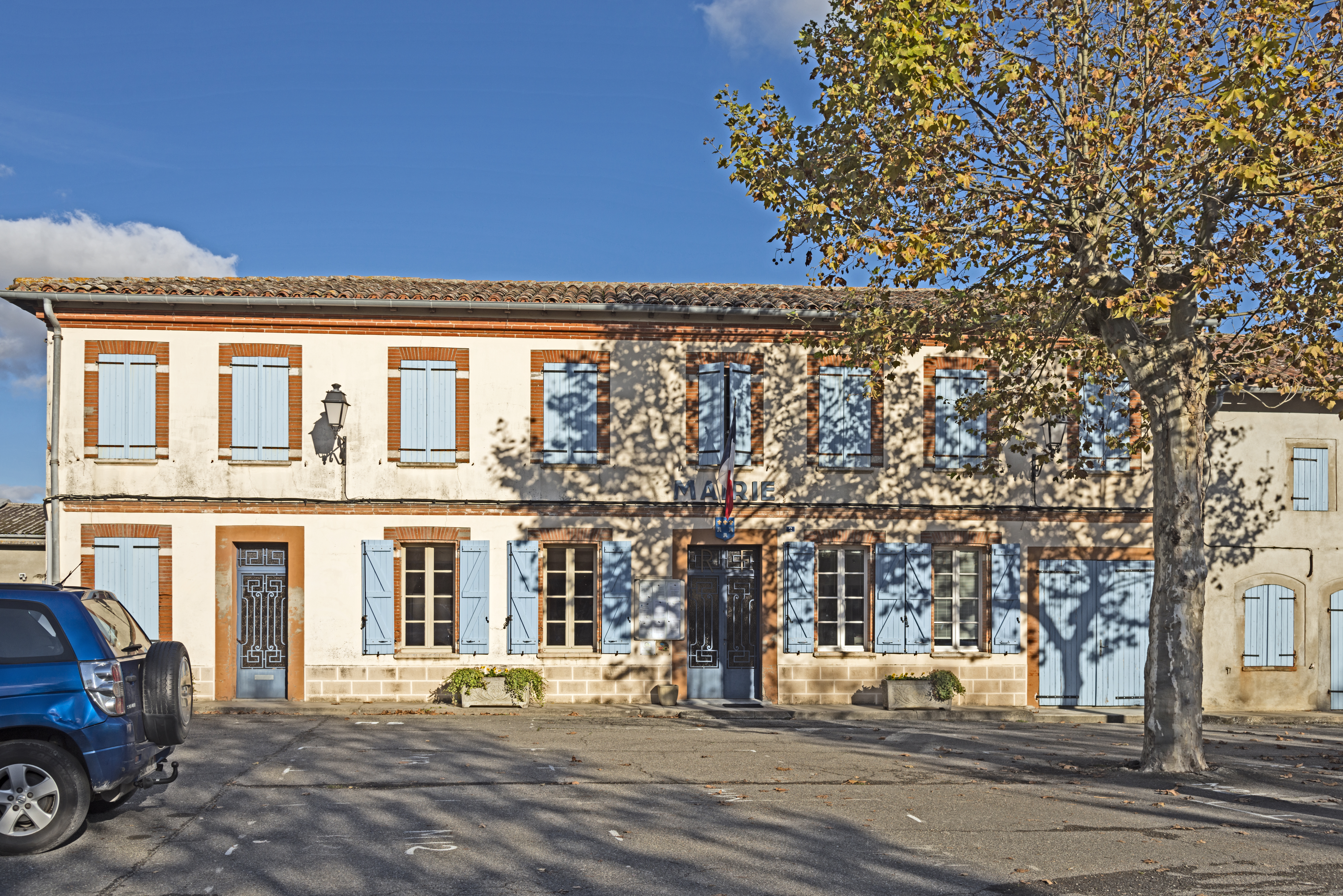
Hội trường thành phố
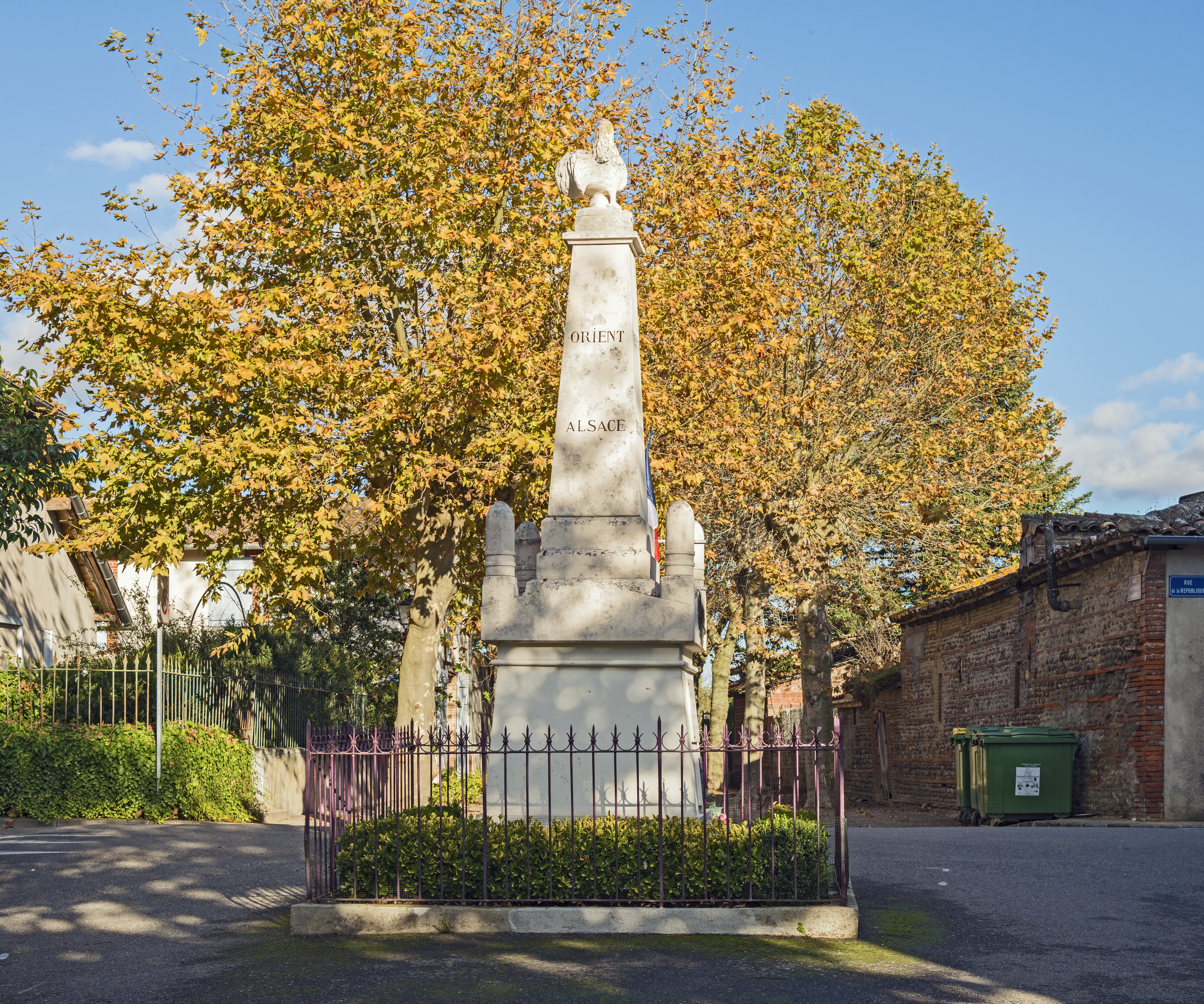
Đài tưởng niệm chiến tranh
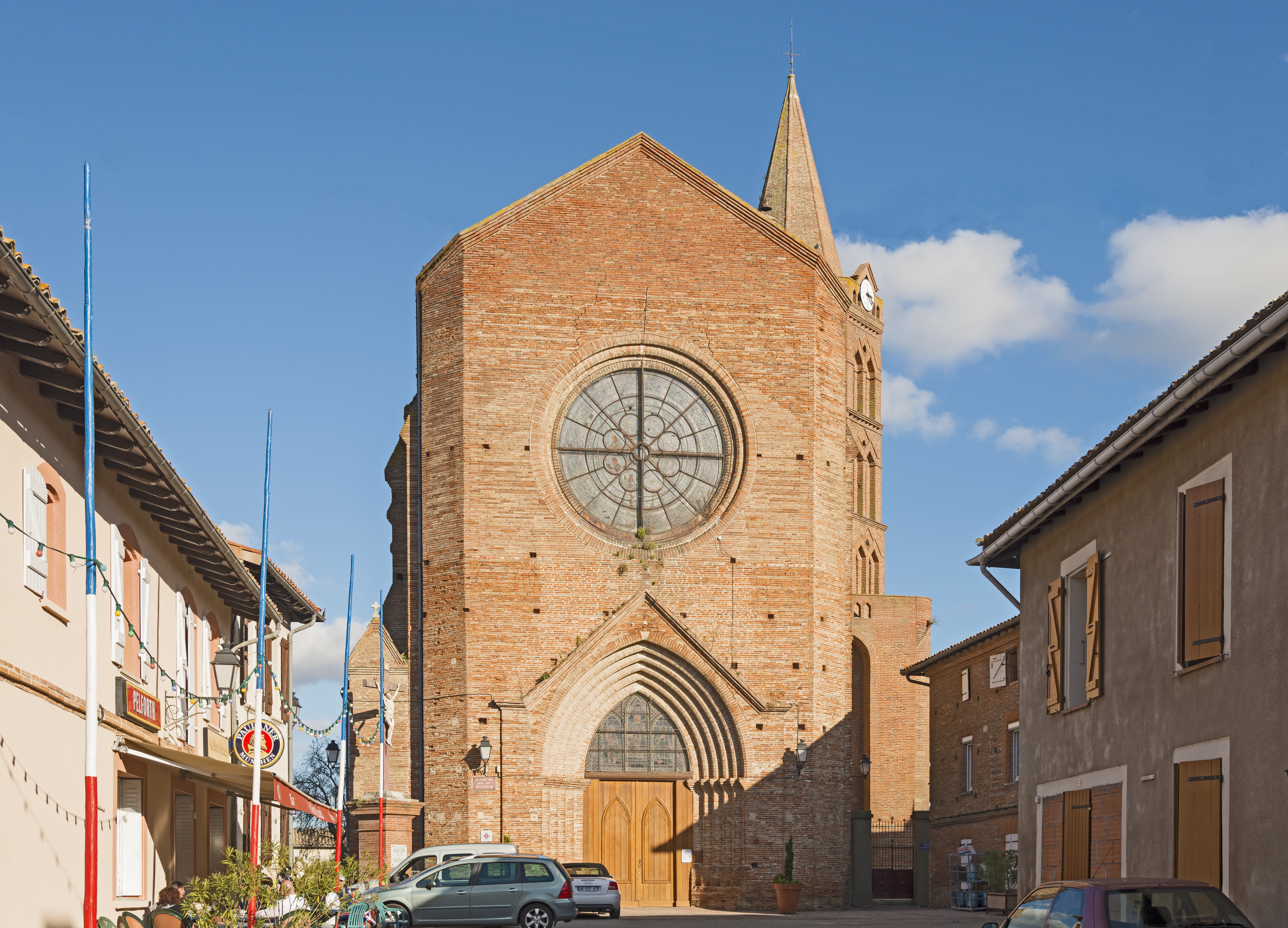
Giáo hội
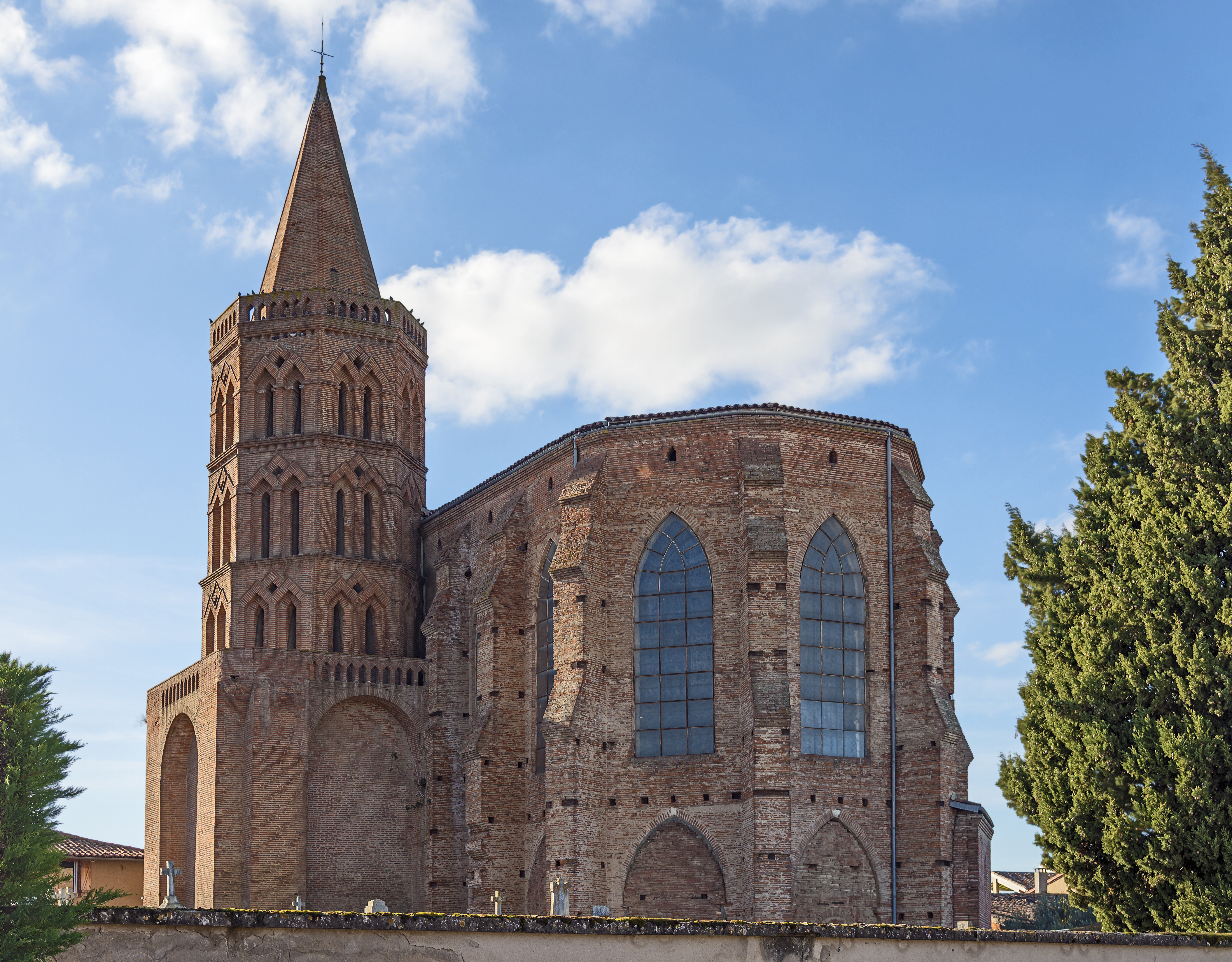
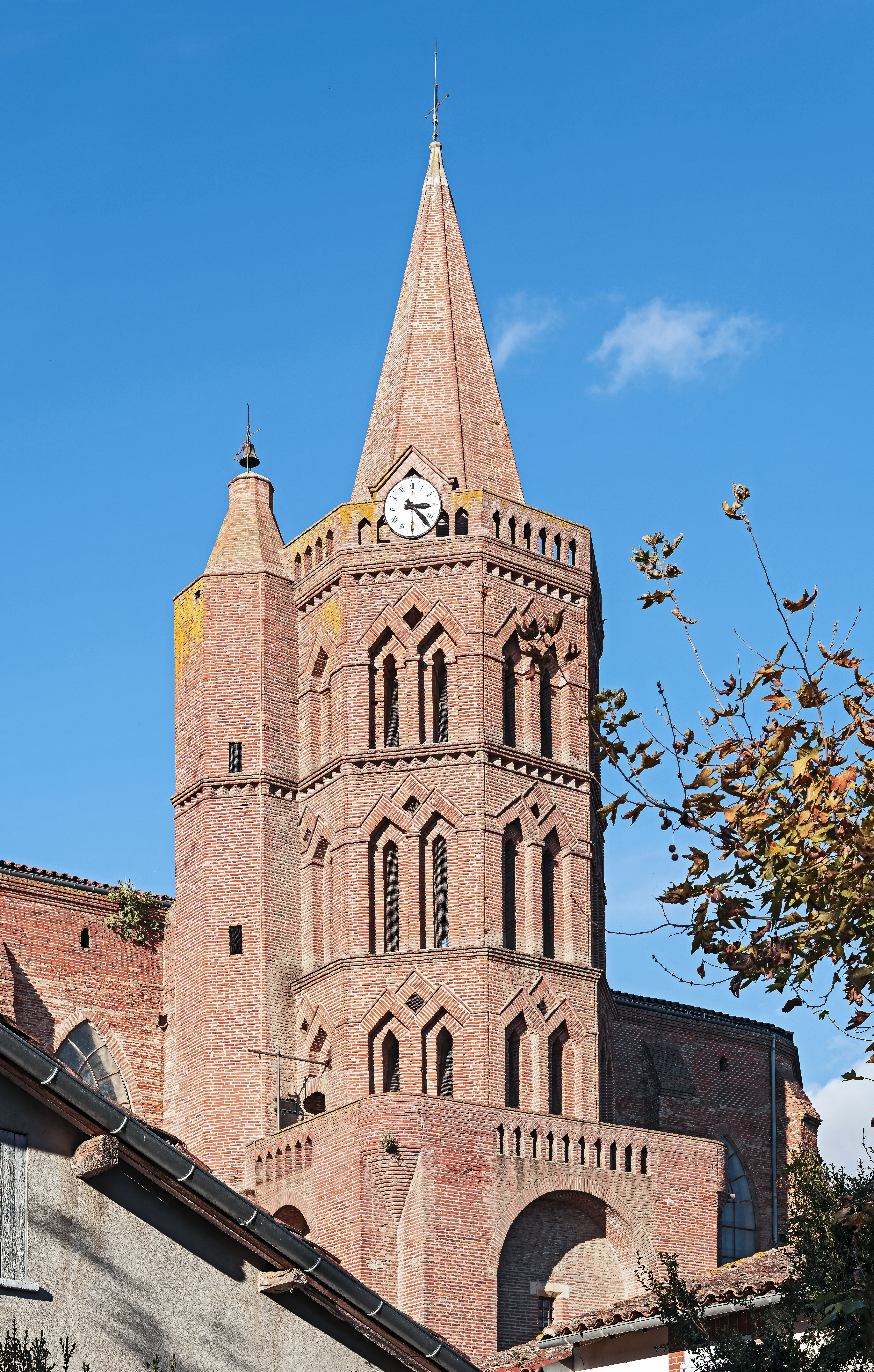